# Кастиљоне Олона
Кастиљоне Олона (итал. Castiglione Olona) је насеље у Италији у округу Варезе, региону Ломбардија.
Према процени из 2011. у насељу је живело 7119 становника. Насеље се налази на надморској висини од 317 м.

## Становништво
| 1936. | 1951. | 1961. | 1971. | 1981. | 1991. | 2001. | 2011. |
| ----- | ----- | ----- | ----- | ----- | ----- | ----- | ----- |
| 3.090 | 3.640 | 4.815 | 6.201 | 7.171 | 7.434 | 7.696 | 7.836 |